# Ислам в Чехии
Согласно переписи 2010 года, в Чешской Республике насчитывается около 3500 мусульман (менее 0,1 % населения страны), для сравнения в 1991 году насчитывалось 495 мусульман.

## История
Первый документально подтверждённый визит человека знакомым с Исламом был совершён в 964—965 годах еврейским купцом и путешественником Ибрагимом ибн Якубом, родившимся в мусульманской Испании. Во время своего путешествия им были написаны путевые заметки, опубликованные позднее они стали одним из первых рассказов о Центральной Европе в исламском мире.
Во время осад Вены, разведывательные подразделения армий Османской империи достигли Моравии. Позднее, в XIX веке возникли сильные торговые связи между Австро-Венгрией и Османской империей.
Традиционно влияние ислама на культуру чешских земель было небольшим.

## Современная эпоха
В 1912 году в Австро-Венгрии был издан закон, который признал ислам «государственной религией» и официально разрешил его присутствие в Чешской Республике. Первое объединение мусульман (Muslimské náboženské obce pro Československo) было создано в 1934 году и просуществовало до 1949 года. Попытка создать новое объединение мусульман в 1968 году потерпела неудачу. В 1991 году в Чехии был создан «Центр мусульманских общин» (Ústředí muslimských náboženských obcí). В 1998 году открылась первая мечеть в городе Брно , а через год вторая, в столице, городе Праге . Попытки открыть мечети в других городах сталкиваются с активным сопротивлением местного населения. В 2004 году ислам был официально зарегистрирован в Чешской Республике в качестве религии. В связи с этим, мусульманская община имеет право получать финансовую поддержку от государства.
Большинство мусульман Чехии прибыли в начале 1990-х годов из Боснии и Герцеговины либо в конце 1990-х из стран бывшего Советского Союза, в основном из кавказских регионов Российской Федерации. Значительная часть мусульман Чехии — это выходцы из Египта, Сирии и других стран Ближнего Востока, которые чаще всего являются детьми тех, кто учился в высших учебных заведениях страны ещё во времена Чехословакии и решил остаться. Также несколько сотен этнических чехов добровольно приняли ислам.

## Опасения исламского фундаментализма
Президент Чешской Республики Милош Земан был одним из тех, кто выразил опасение, что исламский терроризм может угрожать Чехии. В августе 2016 года гражданин Чехии был впервые обвинен по подозрению в попытке присоединиться к силам так называемого Исламского государства.